# Wang Thong

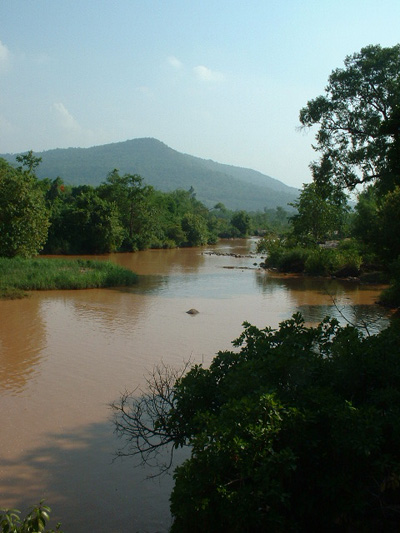

De Wang Thong (Thai: แคววังทอง, ook bekend als de Khek) is een zijrivier van de Chao Phraya, een rivier in Thailand. Zijn oorsprong ligt in de Phetchabunbergen in het district Khao Kho. Het stroomt door het nationaal park Thung Salaeng Luang en vormt de watervallen Namtok Sri Dit en Namtok Kaeng Sopha in Wang Thong (Changwat Phitsanulok). Uiteindelijk stroomt het door het district Bang Krathum, waarna het de grens vormt tussen Phitsanulok en Phichit, in de Nan. Het stroomgebied van de Wang Thong is een onderdeel van het stroomgebied van de Nan en de Chao Phraya.

## Etymologie
Van de namen Khek en Wang Thong is Khek (Thai: เข็ ก) de oudste naam voor de rivier. Khek is een andere naam voor de etniciteit, beter bekend als Hakka. De twee woorden zijn afgeleid van het Chinese 客家 (wat 'huisgasten' betekent). De rivier dankt haar moderne naam, Wang Thong, aan het feit dat ze door Amphoe Wang Thong stroomt. Het eerste element Wang (Thai: วัง) betekent paleis. Het tweede element (Thai: ทอง) betekent goud. Dit Thaise woord voor goud is een leenwoord uit het Tamil, een taal uit Sri Lanka. Wang Thong wordt dus letterlijk vertaalt als Rivier van het Gouden Paleis.
De vroegere gemeenschappen Ban Wang Thong en Ban Saphan waren zeer afhankelijk van de Wang Thong. Vóór de bouw van snelwegen ging het meeste transport naar Phichit en Nakhon Sawan over het water.